# Copa de Campeones Conmebol-UEFA
La Copa de Campeones Conmebol-UEFA, (anteriormente llamada Copa Artemio Franchi o —de forma oficial— Campeonato Intercontinental de Selecciones) también conocida como Finalísima («Finalissima» en italiano), es una copa internacional de carácter oficial, amparada por la FIFA,organizada en conjunto por la Confederación Sudamericana de Fútbol (Conmebol) y la Unión de Asociaciones de Fútbol Europeas (UEFA). Enfrenta a las selecciones campeonas de la Copa América y la Eurocopa en un duelo intercontinental a partido único.
Creada en 1985, se han disputado tres ediciones oficiales. También se han jugado otros tres partidos aunque de carácter amistoso pero con el mismo formato. Tal como ocurría con la Copa Intercontinental de Clubes, es considerada junto con la Copa de Naciones Afroasiáticas,como una de las precursoras de la hoy desaparecida Copa Confederaciones (Copa Rey Fahd). Su nombre original fue adoptado en memoria del dirigente deportivo italiano Artemio Franchi.
Es el tercer torneo organizado conjuntamente por la UEFA y la Conmebol (después de la Copa Intercontinental y la Supercopa de Campeones Intercontinentales), y el primero a nivel selecciones.

## Historia
La anterior «Copa Artemio Franchi», conocida oficialmente como Campeonato Intercontinental de Selecciones, llevaba popularmente el nombre de quien fuera presidente de la UEFA entre 1972 y 1983, fecha en que murió en un accidente de tránsito.
Dado que entonces el fútbol africano y el asiático se encontraban en un etapa de desarrollo inicial, y que América del Sur y Europa eran las dos regiones con verdadera dimensión futbolística, se diseñó el torneo como un enfrentamiento directo entre el campeón de la Copa América (Conmebol) y el de la Eurocopa (UEFA), copiando en cierto modo el formato de la Copa Intercontinental (que enfrentaba a los clubes campeones de la Copa Libertadores (Conmebol) y la Copa de Europa (UEFA) desde 1960 hasta 2004).

## Ediciones

#### Edición de 1985
La primera edición oficial (con un premio físico) de este torneo se disputó en 1985. Francia, campeón de la Eurocopa 1984, y Uruguay, campeón de la Copa América 1983, se enfrentaron en el Parque de los Príncipes de París el 21 de agosto de 1985, en un único partido, para dilucidar cuál era el mejor equipo de ambos continentes, y por ende, del fútbol mundial.
El equipo francés era, en esencia, el mismo que había derrotado a España en la final de la Eurocopa 1984, a pesar de la lesión de Jean Tigana. Michel Platini era la gran estrella y, por parte uruguaya, la referencia era Enzo Francescoli, el joven mediapunta de 23 años que militaba en River Plate.
El encuentro fue dominado por el equipo galo, que a los cuatro minutos de juego ya se había adelantado, con gol de Rocheteau. A los 12 minutos del segundo tiempo, el delantero del Nantes José Touré marcó el 2-0 definitivo. Francia inauguró así el palmarés de la flamante Copa Artemio Franchi, un campeonato nacido con voluntad de continuidad y periodicidad cuatrienal, cuyas ediciones se deberían disputar alternativamente en suelo europeo y sudamericano.
Sin embargo, a pesar de lo planeado, no volvió a disputarse hasta 1993. Los problemas de fechas, las dificultades económicas y el hecho de que la Copa América se empezara a jugar cada dos años a partir de 1987, mientras que la Eurocopa lo seguía haciendo cada cuatro, complicaron la viabilidad del proyecto. Estaba prevista una segunda edición en 1988, a disputar en tierras uruguayas entre el equipo charrúa, campeón de la Copa América 1987, y la selección que resultara campeona en la Eurocopa 1988 (a la postre, los Países Bajos), pero no prosperó.

#### Edición de 1993
La segunda edición oficial de la Copa Artemio Franchi se disputó en el estadio José María Minella de Mar del Plata, el 24 de febrero de 1993. Argentina, campeón de la Copa América 1991, recibía a Dinamarca, campeón de la Eurocopa 1992, a la que había llegado con una invitación de última hora por la exclusión de Yugoslavia. El equipo de Alfio Basile acudió con su equipo de gala, donde se incluían Diego Simeone, Gabriel Batistuta, Claudio Caniggia y Diego Armando Maradona, quien había desafiado a su club del momento (Sevilla) para poder jugar esa final tan importante. En las filas danesas no estaba Michael Laudrup, que había renunciado a la selección un año antes, siendo su hermano Brian y el guardameta Peter Schmeichel las máximas figuras.
Empezó marcando Dinamarca, con un autogol del defensa argentino Néstor Craviotto en el minuto 12, pero a los 30 minutos del primer tiempo Claudio Caniggia igualó el marcador. Así se consumieron los 90 minutos y la posterior prórroga. En la tanda de penaltis se impuso Argentina, con actuación destacada del portero Sergio Goycochea, que atajó dos lanzamientos y confirmó su fama de especialista en parar penaltis ganada en el Mundial de Italia 1990.

#### Edición de 2018 (cancelada)
Se tenía previsto que la competencia retornara en 2018, donde participarían el campeón y el subcampeón de la Copa América 2015 (asimismo de la Copa América Centenario 2016), que eran Chile y Argentina, y el campeón y subcampeón de la Eurocopa 2016, Portugal y Francia.
El formato de juego iba a ser el siguiente: el torneo se iba a disputar en marzo de 2018 en Milán, Italia, y el número de equipos iba a ser aumentado de 2 a 4 participantes. En duelos de semifinales se iban a enfrentar Chile (campeón de la Copa América 2015) contra Francia (subcampeón de la Eurocopa 2016) y Portugal (campeón de la Eurocopa 2016) contra Argentina (subcampeón de la Copa América 2015), y los ganadores de ambas accederían a la final, mientras que los perdedores de las semis se verían las caras en el partido por el tercer puesto.
Sin embargo, nada de esto acabó prosperando, pues la idea que originalmente había sido retomada por los presidentes de ambas confederaciones de aquel entonces, quienes eran Nicolás Leoz —presidente de la Conmebol— y Michel Platini —presidente de la UEFA—, quedó soslayada cuando saliera a la luz el escándalo por el caso de corrupción en la FIFA. Luego de descubrirse dicho evento, el torneo fue dejado de lado, debido a que las directivas de ambas confederaciones del 2018 desconocían esto.

#### Edición de 2022
En 2021, ante la firma de un memorándum de entendimiento, se acordó la disputa de la tercera edición del torneo, al que se le dio el nombre comercial de Finalísima. El encuentro se disputó el 1 de junio de 2022, en el estadio de Wembley, entre Argentina e Italia,con victoria de la primera por 3-0, con goles de Lautaro Martínez, Ángel Di María y Paulo Dybala, y con Lionel Messi elegido como mejor jugador del partido.

#### Edición de 2026
En el año 2026 habrá de desarrollarse la cuarta edición de esta copa, con fecha a definir en marzo (hipotética), y sede a confirmar. Se enfrentarán Argentina (campeón de la Conmebol Copa América 2024) y España (campeón de la Eurocopa 2024).

## Ediciones no oficiales

#### Partido amistoso de 1989: Brasil vs Países Bajos
En 1989 se disputó un partido entre Brasil, campeón de la Copa América 1989, y los Países Bajos, campeones de la Eurocopa 1988. La FIFA no concedió carácter oficial al partido, por lo que la victoria de Brasil en aquel duelo intercontinental ante un combinado neerlandés diezmado por las bajas de Frank Rijkaard, Marco van Basten y Ruud Gullit, a los que el A.C. Milan no permitió viajar, no acarreó título alguno.

#### Partido amistoso de 1998: Alemania vs Brasil
Se puede considerar al amistoso que Alemania y Brasil jugaron en el Estadio Gottlieb-Daimler (actual Mercedes Benz Arena) de Stuttgart, en marzo de 1998, como el epílogo de este torneo, aunque, al igual que había sucedido en 1989, careció de oficialidad. Un gol de Ronaldo Nazário dio la victoria al campeón sudamericano sobre el europeo. 
Es necesario recordar que para entonces la Copa FIFA Confederaciones ya estaba en marcha y creciendo, con tres ediciones disputadas. De esta forma, el Campeonato dejó de realizarse. Algún palmarés de la Copa Artemio Franchi suele incluir los duelos de 1989 y 1998, con su correspondiente asterisco.

#### Partido amistoso de 2013: Uruguay vs España
En este año, se disputó en Catar un partido amistoso entre Uruguay —campeón de la Copa América 2011— y España —campeona de la Eurocopa 2012—. El partido finalizó 3-1 a favor de la selección española.

#### Partido amistoso de 2016: Chile vs Portugal (cancelado)
El 24 de junio del 2016, el presidente de la Conmebol —Alejandro Domínguez— propuso un partido amistoso entre el campeón de la Copa América Centenario 2016 y la Eurocopa 2016, con la intención de que se jugara en ese mismo año y en territorio sudamericano. Tres días después, el mismo Domínguez confirmó que recibió la respuesta positiva de la UEFA y se encontraban en gestiones para buscar una fecha y lugar para dicho partido, entendiendo que ambas selecciones involucradas debían expresar su disponibilidad para que el partido se realizara.
Las selecciones que iban a tomar parte de este encuentro iban a ser Chile —campeón de la Copa América 2016— y Portugal —campeón de la Eurocopa 2016—. Sin embargo, el partido nunca se llegó a jugar, a pesar de que Chile quiso posponer el duelo para junio de 2017. Curiosamente, ambas selecciones se enfrentaron en el marco de las semifinales de la Copa FIFA Confederaciones 2017 (última edición de dicha competencia), con victoria chilena.

## Trofeo
El diseño de trofeo de este torneo se compone de dos personas juntando sus manos, las cuales representan a la Conmebol y a la UEFA, y el logo de la competición en el punto donde se unen las mismas. En las dos primeras ediciones, el campeón de la final recibía una réplica en menor escala del trofeo con las placas de la base en mármol blanco, mientas que el original poseía sus dos placas de base en malaquita verde. La base actual es distinta del trofeo entregado en 1985 y 1993, ya que es más delgada, las placas de la base son en color negro y se puede leer «Finalissima» entre los logos de las dos confederaciones. Los nombres de los países que han ganado el trofeo están grabados en la parte trasera de la base.

## Historial
| Año                                                               | Sede                                                              | Campeón                                                           | Resultado                                                         | Subcampeón                                                        |                |
| Campeonato Intercontinental de Selecciones / Copa Artemio Franchi | Campeonato Intercontinental de Selecciones / Copa Artemio Franchi | Campeonato Intercontinental de Selecciones / Copa Artemio Franchi | Campeonato Intercontinental de Selecciones / Copa Artemio Franchi | Campeonato Intercontinental de Selecciones / Copa Artemio Franchi |                |
| ----------------------------------------------------------------- | ----------------------------------------------------------------- | ----------------------------------------------------------------- | ----------------------------------------------------------------- | ----------------------------------------------------------------- | -------------- |
| 1985                                                              | París, Francia                                                    | Francia                                                           | 2:0                                                               | Uruguay                                                           |                |
| 1993                                                              | Mar del Plata, Argentina                                          | Argentina                                                         | 1:1 (t.s.) (5:4 pen.)                                             | Dinamarca                                                         |                |
| Copa de Campeones Conmebol-UEFA / Finalísima                      |                                                                   |                                                                   |                                                                   |                                                                   |                |
| 2022                                                              | Londres, Inglaterra                                               | Argentina                                                         | 3:0                                                               | Italia                                                            |                |
| 2026                                                              | Por disputarse                                                    | Por disputarse                                                    | Por disputarse                                                    | Por disputarse                                                    | Por disputarse |

## Palmarés

### Títulos por país
En cursiva, se indica el torneo en que el equipo fue local.
| Selección | Campeonatos    | Subcampeonatos |
| --------- | -------------- | -------------- |
| Argentina | (2) 1993, 2022 |                |
| Francia   | (1) 1985       |                |
| Uruguay   |                | (1) 1985       |
| Dinamarca |                | (1) 1993       |
| Italia    |                | (1) 2022       |

### Títulos por confederación
| Confederación              | Títulos | Subtítulos |
| -------------------------- | ------- | ---------- |
| Conmebol (América del Sur) | 2       | 1          |
| UEFA (Europa)              | 1       | 2          |

## Estadísticas

### Goleadores
| Jugador             | Selección | Goles | PJ |
| ------------------- | --------- | ----- | -- |
| Claudio Caniggia    | Argentina | 1     | 1  |
| Dominique Rocheteau | Francia   | 1     | 1  |
| José Touré          | Francia   | 1     | 1  |
| Ángel Di María      | Argentina | 1     | 1  |
| Paulo Dybala        | Argentina | 1     | 1  |
| Lautaro Martínez    | Argentina | 1     | 1  |

### Asistentes
| Jugador           | Selección | Asistencias | PJ |
| ----------------- | --------- | ----------- | -- |
| Lionel Messi      | Argentina | 2           | 1  |
| Gabriel Batistuta | Argentina | 1           | 1  |
| Michel Platini    | Francia   | 1           | 1  |
| Alain Giresse     | Francia   | 1           | 1  |
| Lautaro Martínez  | Argentina | 1           | 1  |